# الكنيسة الإنجيلية العربية في حلب
الكنيسة الإنجيلية العربية المشيخية في حلب التي كانت معروفة باسم كنيسة الخندق هيَ إحدى كنائس السينودس الإنجيلي الوطني في سورية ولبنان الذي يتبنى العقيدة المسيحية البروتستانتية المشيخية. أسستها الطائفة الإنجيلية العربية بدايةً عام 1940 في حارة الخندق الواقعة في حي الجديدة بمدينة حلب، ثُمّ تدمرت بالكامل خلال الحرب الأهلية السورية، ودُشِّنَ مبنىً جديد لها في حي الفيلات عام 2019.

## التاريخ

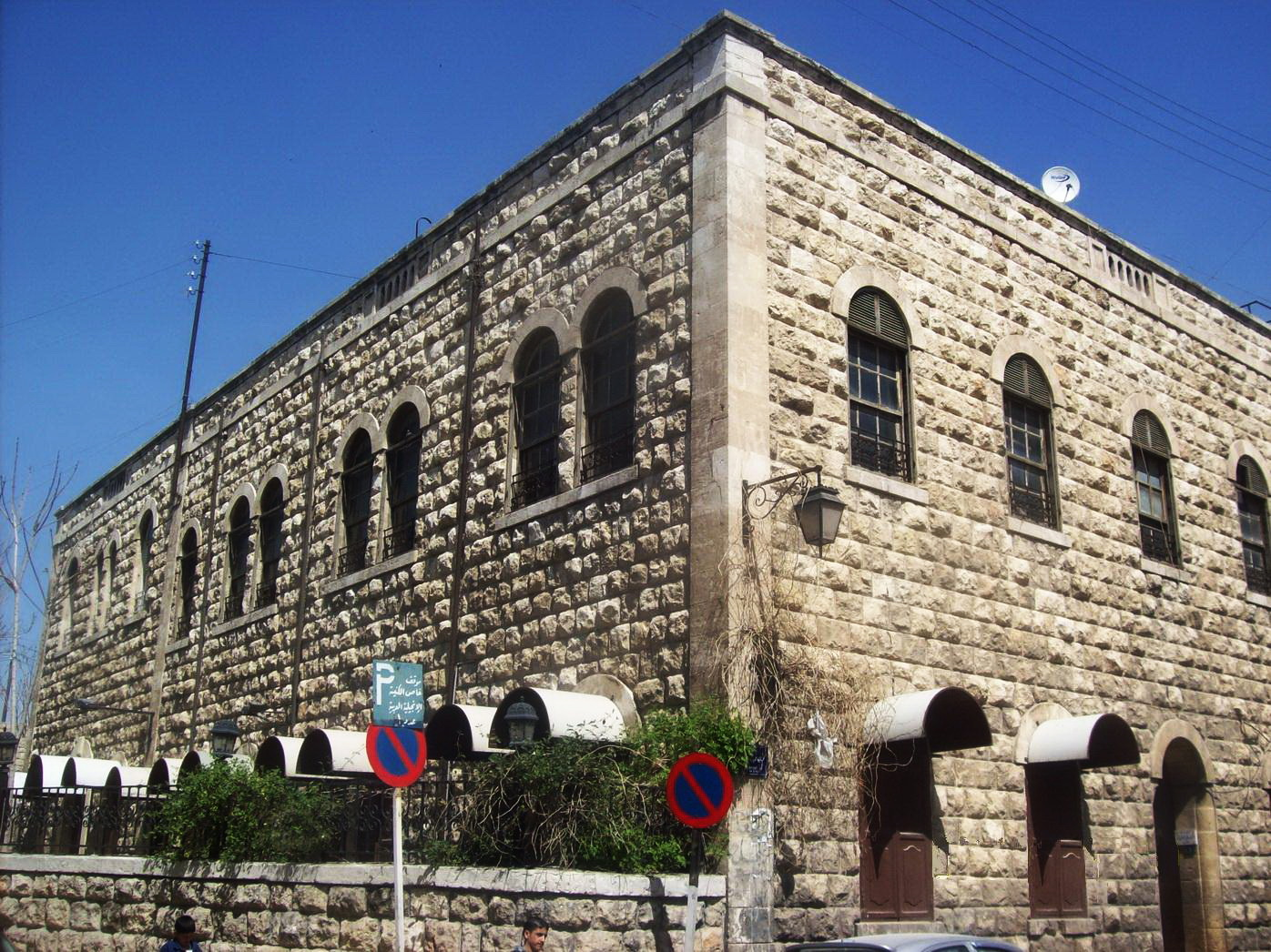
المبنى القديم للكنيسة قبلَ تدميرها خلال معركة حلب

امتلكَ الإنجيليون منذ القرن التاسع عشر عدة مراكز في حي العزيزية بمدينة حلب، وقرّروا تدشين كنيسة دائمة لتكون مقرًّا دينيًا للطائفة، حلّت مكان مركزين قديمين لهما في منطقتي باب الفرج وحارة الخندق.
بعدَ اندلاع المعارك في مدينة حلب خلال الحرب الأهلية السورية، تعرّضت العديد من الأبنية التاريخية والدينية للتدمير ومنها الكنيسة الإنجيلية العربية حيث تدمّرت بالكامل عام 2012 بعد إقدام مجموعة مسلّحة على زرع متفجرات في مبناها ما أدّى لتدمير أساساتها وانهيار المبنى بالكامل.
بعد انتصار الجيش السوري في معركة حلب واستعادة السيطرة الحكومية على المدينة وما تلاها من حالة إعادك الاستقرار بدأت أعمال إعادة ترميم الكنائس، وقرّر السينودس الإنجيلي تدسين مبنى حديد للكنيسة بدلًا من المبنى المدمّر في حي الفيلات الحديث عام 2019.